# Willamette Valley AVA

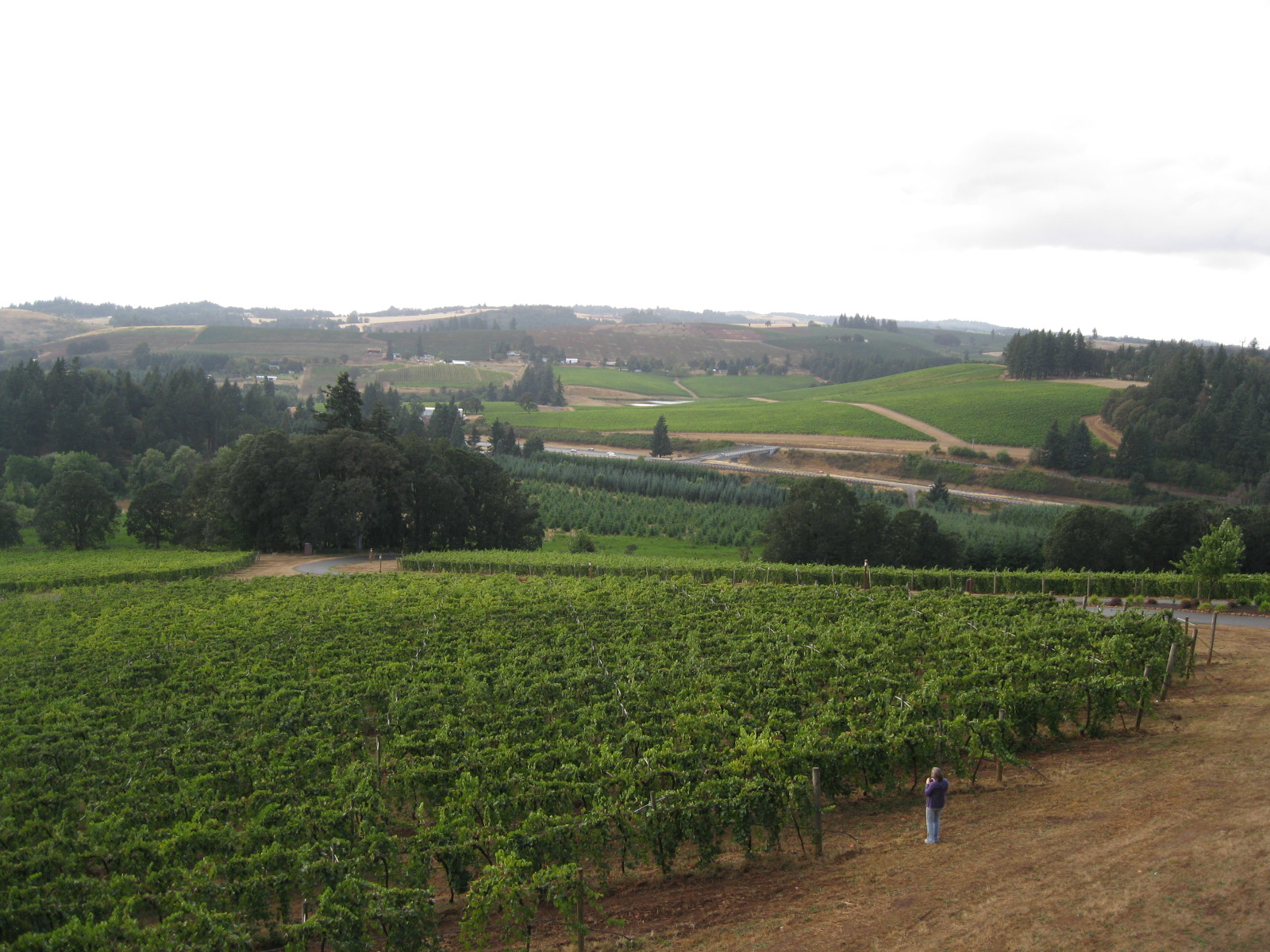
Weinanbaugebiet Willamette Valley AVA im US-Bundesstaat Oregon (2009)

Willamette Valley AVA ist ein Weinanbaugebiet im US-Bundesstaat Oregon. Der moderne Weinbau beginnt dort etwa Mitte der 1960er, die Anerkennung als American Viticultural Area (AVA) erfolgte im Jahre 1984. Angebaut werden unter anderen Rebsorten vor allem Pinot noir, Pinot gris, Chardonnay, Riesling und Cabernet Sauvignon.

## Lage
Das Gebiet erstreckt sich über das gesamte Willamette-Tal, das den Fluss Willamette im Nordosten des Bundesstaates umgibt. Es reicht vom Columbia im Norden bis kurz vor Eugene im Süden, dort endet das Tal. Im Osten wird das Tal von den Bergen der Kaskadenkette und im Westen von der Oregon Coast Range begrenzt. Das Willamette Valley ist mit 13 500 Quadratkilometern das größte Anbaugebiet des Staates, die meisten der in Oregon beheimateten Weingüter befinden sich in diesem Gebiet. Im Jahre 2006 waren dies etwa 200 Güter.

## Klima
Das Klima des Tals ist ganzjährig mild, die Winter meist kalt und feucht, während die Sommermonate üblicherweise warm und trocken bleiben. Temperaturen über 32 °C sind nur an 5 bis 15 Tagen zu erwarten, nur alle 25 Jahre fällt die Temperatur in diesem Gebiet unter −18 °C. Die meisten Regenfälle beschränken sich auf die kältesten Jahreszeiten, Spätherbst, Winter und Frühlingsanfang. Mit Schneehöhen zwischen 13 und 25 Zentimeter pro Jahr fällt auch verhältnismäßig wenig Schnee.

## Subzonen
Nicht alle Bereiche des Tals eignen sich für den Weinanbau, der Schwerpunkt liegt westlich des Flusses, an den Zuflüssen des Willamette. Die bei weitem dichteste Konzentration an Weingütern ist im Yamhill County zu finden.
Innerhalb des nördlichen Teils des Willamette Valley AVA wurden seit seiner Anerkennung 1984 als American Viticultural Area weitere untergeordnete Anbaugebiete eingetragen: Chehalem Mountains AVA, Dundee Hills AVA, Eola-Amity Hills AVA, Laurelwood District AVA, McMinnville AVA, Ribbon Ridge AVA, Tualatin Hills AVA und Yamhill-Carlton District AVA.